# Tancrez Farm Cemetery
Tancrez Farm Cemetery is een Britse militaire begraafplaats met gesneuvelden uit de Eerste Wereldoorlog, gelegen in het Belgische dorp Ploegsteert. De begraafplaats ligt 2.250 m ten zuidoosten van het dorpscentrum en 900 m van de grens met Frankrijk. Ze werd ontworpen door Charles Holden met medewerking van William Cowlishaw en wordt onderhouden door de Commonwealth War Graves Commission. Het terrein heeft een min of meer rechthoekige vorm met een oppervlakte van 1.872 m² en is door een bakstenen muur begrensd. Het Cross of Sacrifice staat direct aan de toegang in een uitspringend deel voor de eigenlijke begraafplaats.
Er liggen 335 doden begraven.

## Geschiedenis
Ploegsteert was bijna de hele oorlog in geallieerde handen, enkel tussen 10 april en 29 september 1918 was het tijdens het Duitse lenteoffensief bezet door Duitse troepen. De begraafplaats lag tegenover een hoeve die gedurende de oorlog dienstdeed als hulppost. Ze werd gestart in december 1914 en tot maart 1918 gebruikt door veldhospitalen (Field Ambulances) en gevechtseenheden.
Er worden 307 Britten (6 konden niet meer geïdentificeerd worden), 19 Australiërs, 3 Nieuw-Zeelanders, 4 Zuid-Afrikanen en 2 Duitsers herdacht. Voor 1 Brit werd een Special Memorial opgericht omdat zijn graf niet meer gelokaliseerd kon worden en aangenomen wordt dat hij zich onder een naamloos graf bevindt.

## Graven

### Onderscheiden militairen
- James Thompson-Hopper, luitenant bij de Durham Light Infantry werd onderscheiden met het Military Cross (MC).
- W. Hoggart, sergeant bij het King's Own (Royal Lancaster Regiment) werd onderscheiden met de Distinguished Conduct Medal (DCM).
- sergeant W.H. Silversides, korporaal A. Owen en soldaat M. Hodgson ontvingen de Military Medal (MM).

### Minderjarige militairen
- J. H. Williams, soldaat bij de South African Infantry en Elias Ratcliffe soldaat bij het Cheshire Regiment waren slechts 16 jaar toen ze sneuvelden.
- J. Bohill, korporaal bij de Royal Irish Rifles en T. Lyall, soldaat bij de Durham Light Infantry waren slechts 17 jaar toen ze sneuvelden.

### Aliassen
- sergeant John Philip Jones diende onder het alias John Philip Hardman bij de Australian Infantry, A.I.F..
- sergeant Francis De Cruz diende onder het alias Frank Cruise bij de King's Own (Royal Lancaster Regiment).
- soldaat Elias Ratcliffe diende onder het alias G. Griffiths bij het Cheshire Regiment.